# دهستان موته
دهستان موته، یکی از دهستان‌های بخش لایبید شهرستان میمه و وزوان در استان اصفهان ایران است. مرکز این دهستان، روستای موته است.

## جمعیت
بر پایه سرشماری عمومی نفوس و مسکن در سال ۱۳۹۵، جمعیت دهستان موته برابر با ۸۹۸ نفر بوده است.